# Liste der Baudenkmale in Krackow
In der Liste der Baudenkmale in Krackow sind alle denkmalgeschützten Bauten der vorpommerschen Gemeinde Krackow und ihrer Ortsteile aufgelistet. Grundlage ist die Veröffentlichung der Denkmalliste des Kreises Uecker-Randow mit dem Stand vom 1. Februar 1996. 

## Legende
In den Spalten befinden sich folgende Informationen:
- ID-Nr: Die Nummer wird von den Denkmalämtern der Landkreise vergeben. Wenn sie nicht bekannt ist, bleibt die Spalte leer. In dieser Spalte kann sich zusätzlich das Wort Wikidata befinden, der entsprechende Link führt zu Angaben zu diesem Denkmal bei Wikidata.
- Lage: die Adresse des Denkmales und die geographischen Koordinaten.
Link zu einem Kartenansichtstool, um Koordinaten zu setzen. In der Kartenansicht sind Denkmale ohne Koordinaten mit einem roten bzw. orangen Marker dargestellt und können in der Karte gesetzt werden. Denkmale ohne Bild sind mit einem blauen bzw. roten Marker gekennzeichnet, Denkmale mit Bild mit einem grünen bzw. orangen Marker.
- Bezeichnung: Bezeichnung, so wie sie in den offiziellen Listen der Denkmalämter steht. Ein Link hinter der Bezeichnung führt zum Wikipedia-Artikel über das Denkmal. Wenn die Bezeichnung der Denkmalämter inhaltlich fehlerhaft ist, ist in der Spalte „Beschreibung“ darauf hinzuweisen.
- Beschreibung: Beschreibung des Denkmales
- Bild: ein Bild des Denkmales und gegebenenfalls einen Link zu weiteren Fotos des Denkmals im Medienarchiv Wikimedia Commons

## Baudenkmale nach Ortsteilen

### Krackow
| ID | Lage                        | Bezeichnung                                                | Beschreibung | Bild                                                       |
| -- | --------------------------- | ---------------------------------------------------------- | --- | ---------------------------------------------------------- |
|    | Battinsthaler Weg 5 (Karte) | Wohnhaus mit Schuppen                                      | |                                                            |
|    | (Karte)                     | Kirche mit Kirchhofmauer                                   | | Weitere Bilder                                             |
|    |                             | Kriegerdenkmal 1914/1918 (an der Kirche)                   | |                                                            |
|    | Lange Straße 15 (Karte)     | ehem. Schule                                               | |                                                            |
|    | Lange Straße 31 (Karte)     | Wohnhaus                                                   | |                                                            |
|    | Lange Straße (Karte)        | Brücke                                                     | |                                                            |
|    | (Karte)                     | Leichenhalle (auf dem Neuen Friedhof)                      | |                                                            |
|    | Penkuner Straße 1 (Karte)   | Wohnhaus                                                   | |                                                            |
|    | Petersilienweg 1 (Karte)    | Landarbeiterhaus                                           | |                                                            |
|    | Petersilienweg 3 (Karte)    | Landarbeiterhaus                                           | |                                                            |
|    | Petersilienweg 4 (Karte)    | Wohnhaus                                                   | |                                                            |
|    | Schulstraße (Karte)         | Gutshaus mit zwei Stallspeichern, Scheune und Kellerhaus   | 2-gesch., 13-achs. Putzbau mit Satteldach und Mittelrisalit | Gutshaus mit zwei Stallspeichern, Scheune und Kellerhaus   |
|    | Speicherstraße 4 (Karte)    | Gutshaus mit Stallspeicher (Speicherstraße 5) und Speicher | 1-gesch., 8-achs. sanierter Putzbau vom Anfang des 19. Jh. mit Krüppelwalmdach und 2-gesch. Mittelrisalit; Stallung siehe Bild; Gutsbesitz u. a.: Familien von Krakevitz (13. Jh.), Moltke (14. Jh.) | Gutshaus mit Stallspeicher (Speicherstraße 5) und Speicher |

### Battinsthal
| ID | Lage                 | Bezeichnung | Beschreibung | Bild |
| -- | -------------------- | --- | ------------ | --- |
|    | Dorfstraße 6 (Karte) | Wohnhaus („Schlößchen“) |              | |
|    | (Karte)              | Gutsanlage mit Gutshaus, Park mit Friedhof, Stallspeicher, Mauer, Zufahrt (Allee mit Pflasterung), Brennerei, Stall (neben der Brennerei) |              | Gutsanlage mit Gutshaus, Park mit Friedhof, Stallspeicher, Mauer, Zufahrt (Allee mit Pflasterung), Brennerei, Stall (neben der Brennerei) |
|    | (Karte)              | Grabkapelle im Park |              | Weitere Bilder |

### Hohenholz
| ID | Lage                  | Bezeichnung                                                                 | Beschreibung | Bild                                                                        |
| -- | --------------------- | --------------------------------------------------------------------------- | --- | --------------------------------------------------------------------------- |
|    | Dorfstraße 1 (Karte)  | ehem. Schule                                                                | |                                                                             |
|    | Dorfstraße 2 (Karte)  | Wohnhaus                                                                    | |                                                                             |
|    | Dorfstraße 15 (Karte) | Stall                                                                       | |                                                                             |
|    | Dorfstraße 18 (Karte) | Wohnhaus                                                                    | |                                                                             |
|    | (Karte)               | Gutsanlage mit Gutshaus, Park, „Altem Schloß“, und zwei Wirtschaftsgebäuden | 2-gesch., 9-achsiger, barocker, verputzter Backsteinbau mit Mansarddach und Mittelrisalit, 1840 errichtet für die Familie von Eickstedt. | Gutsanlage mit Gutshaus, Park, „Altem Schloß“, und zwei Wirtschaftsgebäuden |
|    | (Karte)               | Kirche mit Kirchhofmauer und -portal                                        | Einschiffige Saalkirche aus Granitstein aus der zweiten Hälfte des 13. Jahrhunderts, mit quadratischen Fachwerkturm und achteckigem Dachreiter. Ostgiebel mit gestaffelter, spitzbogiger Dreifenstergruppe und drei rundbogige Blenden. Glocke von 1883 von Carl Voß. | Kirche mit Kirchhofmauer und -portal                                        |
|    |                       | Sowjetisches Ehrenmal (im Park)                                             | |                                                                             |

### Kyritz
| ID | Lage                   | Bezeichnung         | Beschreibung | Bild |
| -- | ---------------------- | ------------------- | ------------ | ---- |
|    | Dorfstraße 5/6 (Karte) | Landarbeiterhaus    |              |      |
|    | Dorfstraße 7 (Karte)   | ehem. Verwalterhaus |              |      |

### Lebehn
| ID | Lage                    | Bezeichnung                                                                   | Beschreibung                                                     | Bild                                                                          |
| -- | ----------------------- | ----------------------------------------------------------------------------- | ---------------------------------------------------------------- | ----------------------------------------------------------------------------- |
|    | Dorfstraße 6 (Karte)    | ehem. Schule                                                                  |                                                                  | ehem. Schule                                                                  |
|    | Dorfstraße 8/10 (Karte) | Landarbeiterhaus mit zwei Ställen und Straßenbäumen                           |                                                                  |                                                                               |
|    | Dorfstraße 12 (Karte)   | Landarbeiterhaus                                                              |                                                                  |                                                                               |
|    | (Karte)                 | Gutsanlage mit Gutshaus, Park und Speicher (gegenüber der Gemeindeverwaltung) | 2-gesch., 7-achs. sanierter, schlichter Putzbau mit Mansarddach. | Gutsanlage mit Gutshaus, Park und Speicher (gegenüber der Gemeindeverwaltung) |
|    | (Karte)                 | Kriegerdenkmal 1914/1918 (Dorfstraße)                                         |                                                                  |                                                                               |

## Quelle
- Bericht über die Erstellung der Denkmallisten sowie über die Verwaltungspraxis bei der Benachrichtigung der Eigentümer und Gemeinden sowie über die Handhabung von Änderungswünschen (Stand: Juni 1997)